# Nová Sedlica
Nová Sedlica és un poble i municipi d'Eslovàquia. Es troba a la regió de Prešov, al nord del país.

## Història
La primera referència escrita de la vila data del 1630.

## Demografia
| Godina             | 1994 | 2004    | 2014    | 2024    |
| ------------------ | ---- | ------- | ------- | ------- |
| Nombre de persones | 373  | 323     | 290     | 231     |
| Diferència         |      | −13,40% | −10,21% | −20,34% |

| Godina             | 2023 | 2024   |
| ------------------ | ---- | ------ |
| Nombre de persones | 236  | 231    |
| Diferència         |      | −2,11% |